# Боз Артс Вилиџ (Вашингтон)
Боз Артс Вилиџ (енгл. Beaux Arts Village) град је у америчкој савезној држави Вашингтон. По попису становништва из 2010. у њему је живело 299 становника.

## Демографија
Према попису становништва из 2010. у граду је живело 299 становника, што је 8 (2,6%) становника мање него 2000. године.
| Група             | 2000.       | 2010.       |
| Белци             | 298 (97,1%) | 284 (95,0%) |
| Афроамериканци    | 0 (0,0%)    | 0 (0,0%)    |
| Азијати           | 6 (2,0%)    | 12 (4,0%)   |
| Хиспаноамериканци | 0 (0,0%)    | 3 (1,0%)    |
| Укупно            | 307         | 299         |